# Belgrandia varica
Belgrandia varica is een slakkensoort uit de familie van de Hydrobiidae. De wetenschappelijke naam van de soort is voor het eerst geldig gepubliceerd in 1854 door J. Paget.